# Plumularia obesa
Plumularia obesa är en nässeldjursart som beskrevs av Blackburn 1938. Plumularia obesa ingår i släktet Plumularia och familjen Plumulariidae. Inga underarter finns listade i Catalogue of Life.